# Tacabamba
Tacabamba es una localidad peruana, capital del distrito homónimo ubicado en la provincia de Chota en el departamento de Cajamarca. Se encuentra a una altitud de 2075 m s. n. m. Tenía una población de 3019 hab. según el censo de 2017. Recientemente se ha hecho muy popular por ser el lugar de nacimiento del expresidente Pedro Castillo, que ganó las elecciones de Perú de 2021.

## Clima
| Parámetros climáticos promedio de Tacabamba | Parámetros climáticos promedio de Tacabamba | Parámetros climáticos promedio de Tacabamba | Parámetros climáticos promedio de Tacabamba | Parámetros climáticos promedio de Tacabamba | Parámetros climáticos promedio de Tacabamba | Parámetros climáticos promedio de Tacabamba | Parámetros climáticos promedio de Tacabamba | Parámetros climáticos promedio de Tacabamba | Parámetros climáticos promedio de Tacabamba | Parámetros climáticos promedio de Tacabamba | Parámetros climáticos promedio de Tacabamba | Parámetros climáticos promedio de Tacabamba | Parámetros climáticos promedio de Tacabamba |
| Mes                                         | Ene.                                        | Feb.                                        | Mar.                                        | Abr.                                        | May.                                        | Jun.                                        | Jul.                                        | Ago.                                        | Sep.                                        | Oct.                                        | Nov.                                        | Dic.                                        | Anual                                       |
| ------------------------------------------- | ------------------------------------------- | ------------------------------------------- | ------------------------------------------- | ------------------------------------------- | ------------------------------------------- | ------------------------------------------- | ------------------------------------------- | ------------------------------------------- | ------------------------------------------- | ------------------------------------------- | ------------------------------------------- | ------------------------------------------- | ------------------------------------------- |
| Temp. media (°C)                            | 17.8                                        | 17.5                                        | 17.4                                        | 17.4                                        | 16.8                                        | 16.5                                        | 16.2                                        | 16.3                                        | 16.9                                        | 17.3                                        | 17.4                                        | 17.6                                        | 17.1                                        |
| Temp. mín. media (°C)                       | 11.8                                        | 11.7                                        | 11.6                                        | 11.5                                        | 10.1                                        | 9.4                                         | 9.4                                         | 9.4                                         | 10.4                                        | 11.1                                        | 10.8                                        | 10.9                                        | 10.7                                        |
| Fuente: climate-data.org                    |                                             |                                             |                                             |                                             |                                             |                                             |                                             |                                             |                                             |                                             |                                             |                                             |                                             |